# Elektronski nevtrino
Elektronski nevtrino (oznaka {\displaystyle \nu _{e}\,}) je eden izmed treh nevtrinov. Skupaj z elektronom tvori prvo generacijo leptonov. Njegov antidelec je elektronski antinevtrino (oznaka {\displaystyle {\bar {\nu }}_{e}\,}). Nikoli ne deluje z močno jedrsko silo.
Prvi ga je predvidel avstrijski fizik Wolfgang Ernst Pauli (1900–1958) leta 1930. Njegovo predvidevanje je bilo osnovano na manjkajoči gibalni količini in manjkajoči energiji pri razpadu β. Odkrila ga je leta 1956 skupina raziskovalcev, ki sta jo vodila ameriška fizika Clyde Lorrain Cowan (1919–1974) in Frederick Reines (1918–1998).
Do predvidevanj o obstoju nevtrina je prišlo zaradi anomalij, ki so jih opažali pri razpadu β. Po prvih različicah razlage razpada β naj bi nevtron razpadel na pozitron in elektron. Ker pa so imeli oddani elektroni zvezni spekter,
je leta 1930 Pauli problem rešil na ta način, da je predvidel, da pri razpadu nastane še en delec. Tako bi razpad β potekal na naslednji način:
{\displaystyle n^{0}\to p^{+}+e^{-}+{\bar {\nu _{e}}}^{0}\,}
Pri tem pa bi nevtrino odnesel opazovano razliko med energijo, gibalno količino in vrtilno količino med začetnim in končnim stanjem. Temu je nasprotoval celo Niels Bohr, pri tem pa je bil celo pripravljen sprejeti zamisel, da se energija, gibalna in vrtilna količina v tem primeru ne ohranjata.

## Imenovanje
Pauli je najprej predlagal ime nevtron. V letu 1932 pa je angleški fizik James Chadwick (1891–1974) odkril delec, ki ga je tudi imenoval nevtron. Italijansko-ameriški fizik Enrico Fermi (1901–1954) je nov delec imenoval nevtrino. Pozneje so odkrili še dve vrsti nevtrinov (mionski in tauonski nevtrino). Pogosto elektronski nevtrino imenujejo kar nevtrino. 